# Boetebeleid
Boetebeleid is de wijze van uitvoering van een vooraf bepaald plan van overtredingen waarop een geldstraf staat. Een organisatie of overheid kan boetes opleggen voor het handelen van iemand. Het kan echter zijn dat bij overtreding geen straf wordt opgelegd. In deze gevallen wordt de sanctie van de overtreding niet strikt gehandhaafd. Bij strikte handhaving kan worden gedacht aan een flitspaal die iedereen die door een rood verkeerslicht rijdt, bekeurt. Selectieve beboeting vindt plaats als bijvoorbeeld een persoon meerdere overtredingen heeft begaan. Hij/Zij heeft rechts ingehaald én geen richtingaanwijzers gebruikt. Er wordt geen boete gegeven voor het niet gebruiken van de richtingaanwijzers, maar wel voor de zwaarste overtreding, het rechts inhalen.

## Boetebeleid van de Nederlandse Spoorwegen
Eind september 2005 kwamen de Nederlandse Spoorwegen in het nieuws wegens hun veranderde boetebeleid. Vanaf 1 oktober van dat jaar is het niet meer mogelijk om tegen het speciale hogere 'treintarief' een kaartje te kopen bij de conducteur. Indien een reiziger zonder geldig vervoersbewijs door een conducteur wordt gecontroleerd, wordt deze voortaan altijd beboet met een geldstraf van € 35,00.-, welke ofwel direct contant aan de conducteur ofwel achteraf per acceptgiro betaald moet worden. De boete kan onder bepaalde voorwaarden worden kwijtgescholden, indien de reiziger
- een defecte kaartautomaat op het station van vertrek aantreft en niet in staat is een vervoerbewijs te kopen;
- dusdanig gehandicapt is dat hij/zij niet zelfstandig een vervoerbewijs kan kopen;
- zijn/haar abonnement is vergeten;
- is bestolen van het vervoerbewijs en een proces-verbaal van de politie kan overleggen;
- het niet eens is met de boete en met een geldige argumentatie contact opneemt met de NS-Klantenservice.

Direct na de invoering van het aangescherpte beleid waren er veel klachten van de reizigers en het rijdend personeel. Reizigers klaagden omdat "zij zich van geen kwaad bewust waren (zijn) en zich te goeder trouw hebben opgesteld". Conducteurs voelden zich gedwongen aan iedereen die geen geldig vervoerbewijs heeft, een boete uit te delen. Ook kregen zij de frustraties van de beboete reizigers over zich heen. Volgens de Nederlandse Spoorwegen werkt het nieuwe systeem wel; binnen 6 weken zou volgens hen het aantal zwartrijders met 40% zijn afgenomen.